# Balacra herona
Balacra herona is een vlinder uit de familie spinneruilen (Erebidae), onderfamilie beervlinders (Arctiinae). De wetenschappelijke naam van de soort is voor het eerst geldig gepubliceerd in 1887 door Druce.
Deze nachtvlinder komt voor in tropisch Afrika.